# Zamarada dentata
Zamarada dentata är en fjärilsart som beskrevs av Fletcher 1958. Zamarada dentata ingår i släktet Zamarada och familjen mätare. Inga underarter finns listade i Catalogue of Life.